# 왕과 피라미
《왕과 피라미》는 1985년 3월 17일에 MBC TV에서 방영되었던 베스트셀러극장이다.

## 줄거리
청년 병후(윤여성)는 야심만만한 연극배우 지망생이다. 그러나 병후가 직면한 현실은 녹록치 않다. 적은 수입에 라면만으로 허기진 배를 채우는 어려움, 선배들이 내놓는 냄새나는 양말을 세탁하고 극단 사무실을 청소하는 것 등이 병후가 처한 차가운 현실이다. 그러던 어느 날 극단에서 '햄릿'을 공연하기로 결정, 주인공인 햄릿 역을 어느 배우에게 맡길 것인가가 극단 내의 뜨거운 관심사로 떠오르게 되는데...

## 출연
- 윤여성
- 나영희
- 박일
- 정한헌
- 임문수
- 백인철
- 박상조
- 신국
- 박영지
- 사상기
- 김주영
- 정대홍
- 신충식
- 김현직
- 김석옥
- 김혜정
- 한영숙